# Joss Bland-Hawthorn
Jonathan (Joss) Bland-Hawthorn (né le 31 mai 1959 à Ide Hill, dans le Kent) est un astrophysicien britanno-australien. Il est professeur lauréat de physique à l'université de Sydney et directeur de l'Institut d'astronomie de Sydney.

## Jeunesse et éducation
Bland-Hawthorn est né le 31 mai 1959 à Ide Hill, dans le Kent, en Angleterre. Il a fait ses études à la Kingham Hill School (en) (de 1970 à 1977). Il a obtenu un diplôme en informatique, en mathématiques et en physique à l'université de Birmingham avant de poursuivre son doctorat en astrophysique et en astronomie à l'université du Sussex et à l'Observatoire royal de Greenwich,. Sa thèse, The Structure and Dynamics of the Ionised Gas within NGC 5128 (Centaurus A) (en français : La structure et la dynamique du gaz ionisé au sein de NGC 5128 (Centaurus A)), a été achevée et approuvée en 1986,.

## Carrière
En 1985, Bland-Hawthorn a obtenu un poste postdoctoral de trois ans pour étudier l'astrophysique à l'Institut d'astronomie de l'université d'Hawaï. En 1988, il a brièvement fait des recherches à l'université de Princeton et à l'Institute for Advanced Study, au Laboratoire national Lawrence Livermore, au Naval Research Laboratory et au Space Telescope Science Institute avant d'accepter un poste de professeur titulaire à l'université Rice dans le département de l'espace, de la physique et de l'astronomie,,. Il a occupé ce poste jusqu'en 1993, date à laquelle il a obtenu une autre bourse de recherche, cette fois au Space Telescope Science Institute de Baltimore. Plus tard cette année-là, il a déménagé en Australie et a rejoint l'Observatoire astronomique australien de Sydney en tant que physicien jusqu'en 2000, date à laquelle il est devenu responsable de la science des instruments,,. Il a été nommé professeur associé du Conseil australien de la recherche en 2007 et a quitté l'Observatoire pour enseigner la physique et travailler comme directeur de l'Institut d'astronomie de Sydney (SIfA) au sein de l'École de physique de l'Université de Sydney (en),. En 2008, il a reçu le prix Muhlmann de l'Astronomical Society of the Pacific (ASP) et a partagé le premier prix de réussite de groupe de la Royal Astronomical Society avec 32 collègues, dont John A. Peacock (en), Warrick Couch (en) et Karl Glazebrook,.
En 2009, il a cofondé l'Institut de photonique et de science optique (IPOS), un groupe collaboratif de physiciens, d'ingénieurs électriciens, de mathématiciens et de chimistes. L'année suivante, il était professeur Leverhulme (en) et chercheur invité au Merton College d'Oxford. En 2011, il était boursier Brittingham (en) à l'université du Wisconsin,. Bland-Hawthorn a reçu la médaille Jackson-Gwilt en 2012 de la Royal Astronomical Society et a été nommé membre de l'Académie des sciences australienne et de l'Optical Society of America,. Il est devenu ARC Laureate Fellow (en) en 2014 et a reçu la médaille W. H. Steel de la Société australienne et néo-zélandaise d'optique en 2015. En 2016, il a reçu le prix du Premier ministre de la Nouvelle-Galles du Sud pour l'excellence en mathématiques, sciences de la Terre, chimie et physique pour le développement de l'enquête sur l'archéologie galactique, et le prix Peter McGregor de la Société astronomique d'Australie (en). En 2017, il a reçu la médaille Thomas Ranken Lyle de l'Académie des sciences australienne pour le développement des domaines de l'astrophotonique et de l'archéologie galactique. Il a travaillé à l'université de Californie à Berkeley en 2018 en tant que professeur Miller (en) invité et est le sixième Australien à recevoir cet honneur. De 2019 à 2021, il a été lauréat de l'Institute for Scientific Information et leader de recherche australien en astronomie et astrophysique et le physicien le mieux classé en Australie par Research.com. En 2021, il a reçu la médaille Boas de l'AIP (en) et a obtenu une bourse de professeur invité à l'École normale supérieure de Paris. En 2022, il a reçu un doctorat honoris causa de l'université d'Aix-Marseille et a été honoré pour son travail collaboratif sur de nouvelles façons de traquer l'esclavage moderne dans les chaînes d'approvisionnement.
Il est le scientifique du projet et fondateur du Sydney Astrophotonic Instrumentation Lab (SAIL) et le directeur du Sydney Institute for Astronomy, tous deux à l'université de Sydney,. Il a été élu membre honoraire international de l'Académie américaine des arts et des sciences en 2023. Bland-Hawthorn siège à plusieurs conseils d'administration, notamment : Astronomy Australia Limited, The Australis Board et Annual Review of Astronomy and Astrophysics.

## Recherche
Bland-Hawthorn a été le premier à inventer le terme de « cosmologie en champ proche », qui étudie les premières histoires physiques des étoiles et des galaxies, dans son article de la revue Nature intitulé Clues to galaxy formation et en 2002, il a coécrit un article d'Annual Review of Astronomy and Astrophysics avec Kenneth Freeman donnant une description plus détaillée de ce sujet,,,. Le document d'Annual Review of Astronomy and Astrophysics présente en outre l'archéologie galactique, le marquage chimique (en) et l'utilisation d'une résolution spectroscopique élevée pour mener des études d'étoiles massives,,,. Cette technologie est utilisée depuis 1993 et joue toujours un rôle important dans des études telles que l'APO Galactic Evolution Experiment (APOGEE), la Radial Velocity Experiment (en) (RAVE), Gaia-ESO (GES), Large Sky Area Multi-Object Fibre Spectroscopic Telescope (LAMOST), le William Herschel Telescope Enhanced Area Velocity Explorer (WEAVE) et 4MOST, ainsi que l'archéologie galactique avec HERMES (GALAH) dans laquelle il est impliqué,,,,,. En 2011, Bland-Hawthorn, Sanjib Sharma, Kathryn Johnston et James Binney ont développé Galaxia, un code de simulation de modèle de galaxie. En 2016, lui et Ortwin Gerhard ont pu identifier des propriétés de la Voie lactée qui pourraient servir de registre fossile,,.
Bland-Hawthorn s'intéresse particulièrement à la Voie lactée. En 2003, lui et Martin Cohen ont écrit sur le jet bipolaire de rayons X de la galaxie, qu'ils ont repéré à l'aide du satellite ROSAT ; cette théorie n'a été prouvée qu'en 2010,. Bland-Hawthorn continue d'écrire sur les vents galactiques simulés et le nuage de Smith. Il a écrit plusieurs articles montrant que les régions HI à grande vitesse se trouvent dans le halo galactique plutôt qu'à des distances de l' ordre du mégaparsec comme on le pensait à l'origine,,. Il a également été le premier à montrer que le disque HI dans les parties extérieures des galaxies spirales subit un changement de phase et devient ionisé.
En 2000, il a créé le domaine de l'astrophotonique[réf. nécessaire]. Parmi les nombreuses technologies et instruments sur lesquels il a travaillé et développé au cours de sa carrière figurent la lanterne photonique, les fibres à suppression d'OH (en), les hexabundles[Traduire passage] et le microspectrographe multimode photonique intégré ; tous ces éléments ont également des applications dans d'autres domaines,,,. Les travaux expérimentaux de Bland-Hawthorn en 2021 se concentrent sur l'utilisation exploratoire des technologies quantiques dans le domaine de l'astronomie,,. Lui et ses collègues John Bartholomew et Matt Sellars ont proposé que les mémoires quantiques (en) de différents télescopes puissent être combinées pour effectuer une interférométrie à très longue base aux longueurs d'onde infrarouges.
Bland-Hawthorn compte plus de 1 000 publications et a été cité plus de 65 000 fois selon ResearchGate.

## Vie personnelle
Lui et sa femme Sue ont deux fils, Christian et Luke.